# Arsenitan sodný
Arsenitan sodný je toxická, karcinogenní a teratogenní anorganická sloučenina s chemickým vzorcem NaAsO2. Je to sodná sůl kyseliny arsenité. Při zahřívání k teplotě rozkladu uvolňuje toxické výpary oxidu arsenitého a sodného.  Je to krystalická, dobře ve vodě rozpustná hygroskopická látka, která také absorbuje oxid uhličitý, skládající se ze sodných kationtů a katenových arsenitanových aniontů [AsO2]nn-, které jsou lineárními řetězci -O-As(=O)- o konečné délce. Je to herbicid a pesticid.

## Příprava
Arsenitan sodný se vyrábí rozpouštěním oxidu arsenitého v roztoku uhličitanu sodného nebo hydroxidu sodného za varu.
As2O3 + Na2CO3 → 2NaAsO2 + CO2

## Podobné sloučeniny
- Arseničnan sodný (Na3AsO4)
- Antimonitan sodný (NaSbO2)
- Hydrogenfosforitan sodný (Na2HPO3)
- Dusitan sodný (NaNO2)
- Arsenitan draselný (KAsO2)
- Arsenitan lithný (LiAsO2)